# 오클라호마시티 FC
오클라호마시티 FC(Oklahoma City FC)는 2016년 북미 사커 리그에 참가할 예정있었으나 결국에는 리그가입 포기를 포기했다.

## 같이 보기
- 오클라호마시티 에너지 (유나이티드 사커 리그)